# FV Speyer
Der Fußball-Verein Speyer 1919 war ein Fußballverein aus dem pfälzischen Speyer, der in den 1940er und 1950er Jahren einige Spielzeiten in den höchsten Spielklassen vertreten war.

## Stammbaum
Der FVS entstand 1919 als Fußballabteilung des Turnverein 1847 Speyer. Noch im gleichen Jahr wurden die Fußballer unter dem heutigen Namen eigenständig. 1938 mussten beide Vereine gemäß der nationalsozialistischen Sportpolitik zum VfL 1847 Speyer fusionieren, der ab 1944 mit dem MSV Pioniere Speyer eine Kriegsspielgemeinschaft bildete. Nach der Auflösung 1945 wurde der FV im Januar 1946 neu gegründet.

## Sportliche Entwicklung
In ihren frühen Jahren spielten die Speyerer keine große Rolle. Erst 1943 gelang der Sprung in die höchste Spielklasse, die zehn Mannschaften umfassende Gauliga Westmark, wo der VfL bzw. die KSG Speyer den neunten Platz erreichte.
Nach einem dritten und zwei zweiten Plätzen in der Amateurliga bzw. 2. Liga Südwest stieg der FVS 1952 erstmals in die Oberliga Südwest auf, der er bis 1955 und von 1956 bis 1960 angehörte. Die beste Platzierung war Rang 10 im ersten Jahr. Nach dem Abstieg wurden die Speyerer, die zuvor Dritter und Vierter waren, in der entscheidenden Saison 1962/63 Letzter der 2. Liga, verpassten die Qualifikation zur Regionalliga Südwest also deutlich. In der nunmehr drittklassigen Amateurliga Südwest wurde der FVS 1964 direkt wieder Letzter.
1967 stiegen die Speyerer wieder in die Amateurliga Südwest auf und bereits ein Jahr später in die Regionalliga, in der sie bis zur Auflösung dieser Spielklasse nach der Saison 1973/74 blieben und 1970 zum einzigen Mal einen einstelligen Tabellenplatz erreichten: Fünfter. Nach der Einstellung der Regionalliga wurden die Speyerer 1974 in die Amateurliga Südwest eingeordnet, in der sie zwei Jahre lang gut mithielten, 1977 aber kläglich scheiterten: Mit 1:71 Punkten und 20:183 Toren wurden sie abgeschlagen Letzter, und das nicht zum letzten Mal.
Die Bezirksliga-Meisterschaft 1983 brachte die Speyerer immerhin in die Verbandsliga, der sie, von einer vierjährigen Unterbrechung ab 1991 abgesehen, bis 2004 angehörten. In der Landesliga Südwest-Ost wurde der sportlich nicht konkurrenzfähige FVS seither jedes Jahr mit über 100 Gegentoren Tabellenletzter. Aufgrund des Rückzugs anderer Vereine stiegen die Speyerer dennoch weder 2005 noch 2006 ab. Ab der Saison 2007/08 spielte der FV Speyer nun eine Klasse tiefer in der nunmehr achtklassigen Bezirksliga Vorderpfalz.
Zur Saison 2008/09 fusionierte der FV mit dem VfR Speyer. Damit entstand der FC Speyer 09. Dieser stieg als Meister der Bezirksliga Vorderpfalz 2011 in die siebtklassige Landesliga auf.

## Stadion
Ab 1926 spielten die Speyerer im Stadion am Roßsprung, das einst 14.000 Zuschauer fasste. Ein Kuriosum: Um einem Einfamilienhaus auszuweichen, konnten die Stehränge hinter einem Tor nicht gewohnt geradlinig errichtet werden.
Nach dem Abstieg von 1991 musste das Stadion verkauft werden. Es wurde zugunsten von Wohnhäusern abgerissen. Heute spielt der FC Speyer 500 Meter weiter im Sportpark Hinterm Esel. Dort gibt es drei verschiedene Fußballplätze: Zwei Kunstrasenplätze, ein Großfeld und ein Kleinfeld, und ein Rasenfeld.

## Bekannte Spieler
- Rudolf Bast
- Jürgen Fischer
- Hans-Günther Kroth
- Heinz Lang
- Ralf Schmitt
- Alfred Volk